# إرفين يونكر
إرفين يونكر (بالألمانية: Erwin Junker) هو شخصية أعمال ألماني، ولد في 15 أبريل 1930 في نردرخ في ألمانيا.